# 블라디보스토크 파견군
블라디보스토크 파견군(浦塩派遣軍 우라지오하켄군[*])은 일본 제국 육군의 군이다. 우라지오는 블라디보스토크의 일본측 표기이다.
시베리아 전쟁에 따라 1918년 8월에 편성되었다. 1920년의 니콜라옙스크 사건에서 제14사단, 보병 제2연대, 3대대가 전멸하였고, 구원을 위해 북부연해주파견대가 참전하였다. 1922년 11월 6일에 복원되었다.

## 구조

### 사령부 편성
| # | 성명                   | 취임일          | 이임일         |
| - | ---------------------- | --------------- | -------------- |
| 1 | 대장 오타니 기쿠조     | 1918년 8월 9일  | ?              |
| 2 | 중장 오이 시게모토     | 1919년 8월 26일 | ?              |
| 3 | 대장 다치바나 고이치로 | 1921년 1월 6일  | 1922년11월 6일 |

| # | 성명                     | 취임일         | 이임일   |
| - | ------------------------ | -------------- | -------- |
| 1 | 중장 유히 미쓰에         | 1918년8월 9일  | ?        |
| 2 | 소장 이나가키 사부로     | 1919년6월 28일 | ?        |
| 3 | 소장 다카야나기 야스타로 | 1920년7월 16일 | ?        |
| 4 | 소장 이소무라 도시       | 1921년3월 28일 | ?        |
| 5 | 소장 시바야마 주이치     | 1922년7월 10일 | 11월 6일 |

### 편성
- 본부
  - 야전교통부
  - 병참부
  - 육군운송부, 우라시오 파출소
  - 임시철도연대
  - 헌병사령부
  - 임시야전방역부
  - 병참마창
- 제3사단; 1918년8월 - 1919년 9월
- 제5사단; 1919년 7월 - 1920년 8월 , 제3사단과 교대
- 제7사단; 1918년 8월 - 1919년 5월
- 제8사단; 1922년 4월 - 1922년 10월
- 제9사단; 1921년 4월 - 1922년 9월
- 제11사단; 1920년 8월 - 1921년 6월, 제14사단과 교대
- 제12사단; 1918년 7월 - 1919년 6월
- 제13사단; 1920년 8월 - 1921년 5월 , 제5사단과 교대
- 제14사단; 1919년 4월 - 1920년 10월 , 제12사단과 교대
- 북부연해주파견대: 소장 쓰노 가즈스케, 1920년 5월 7일 ~ 7월 29일)
  - 보병 제25연대
- 사할린 파견군; 1920년 7월 29일
- 관동군
  - 병참부
  - 병참교통부
- 특무기관
  - 옴스크
  - 이르쿠츠크
  - 치타
  - 블라디보스토크
  - 니콜라옙스크
  - 하얼빈
  - 펑톈
  - 지린

## 참고 자료
- 秦郁彦 (2005). 《日本陸海軍総合事典》 (일본어) 2판. 도쿄 대학 출판회.
- 外山操 (1987).  森松俊夫, 편집. 《帝国陸軍編制総覧》 (일본어). 芙蓉書房.